# خوان بابلو أوريغو
خوان بابلو أوريغو عالم بيئة تشيلي وموسيقي وخبير بيئي. وهو الرئيس الحالي لمنظمة النظم البيئية (منظمة غير حكومية). إنه أحد أكثر الأصوات البيئية تأثيرًا في تشيلي وأمريكا اللاتينية نتيجة لمشاركته المهمة في الحملات ضد مشاريع بناء السدود في تشيلي التي تهدد المجتمعات المحلية والنظم البيئية القيمة. حصل على جائزة الحياة الصحيحة في عام 1998 "لشجاعته الشخصية وتضحية نفسه ومثابرته في العمل من أجل التنمية المستدامة في تشيلي".

## سيرة شخصية
كان رئيسًا لمجموعة الناشطين في بيو بيو Grupo de Acción por el Biobío خلال التسعينيات، التي تمثل شعب بوينش [الإنجليزية] الأصلي في منطقة بيو بيو. حصل على جائزة جولدمان البيئية في عام 1997، لتنظيمه احتجاجات ضد الأضرار البيئية من سلسلة من مشاريع بناء السدود التي تشمل نهر بيوبيو، بما في ذلك محطات محطة بانجو الكهرومائية [الإنجليزية] محطة رالكو الكهرومائية [الإنجليزية].

## الجوائز والتكريم
- جوائز الحياة الصحيحة لعام 1998.[2]